# Comissionat Resident de Puerto Rico
El Comissionat Resident de Puerto Rico (castellà: Comisionado Residente de Puerto Rico) és un representant sense vot a la Cambra de Representants dels Estats Units elegit pels ciutadans de Puerto Rico cada quatre anys. El comissionat és l'únic membre de la cambra de Representants que serveix per un terme de quatre anys i funciona en tots els aspectes com un congressista americà, exceptuant que té el vot denegat en les disposicions finals de la legislació del Congrés dels EUA. Però pot participar i votar en la Comissió del Congrés dels Estats Units. Gaudeix d'un salari de 174.000$ per any.
El càrrec de Comissionat Resident pot ser ocupat per qualsevol persona adulta ciutadana dels Estats Units, major de 25 anys, nascuda a Puerto Rico o als Estats Units, que llegeixi i escrigui l'idioma anglès. En cas de mort, renúncia o altre causa, el governador de Puerto Rico nomenarà el seu substitut, amb el consell i consentiment del Senat de Puerto Rico, fins que sigui triat el nou a les properes eleccions.
El Comissionat Resident actual és Pedro Pierluisi afiliat al Partit Nou Progressista de Puerto Rico (PNP) i també al Partit Demòcrata dels Estats Units a nivell nacional. Pedro Pierluisi Urrutia és un dels quatre comissaris en la història de Puerto Rico que ha estat ser elegit com a mínim per dos terminis de quatre anys.

## Comissionats Residents anteriors
- 1901–1905: Federico Degetau y González
- 1905–1911: Tulio Larrínaga
- 1911–1916: Luis Muñoz Rivera
- 1916–1917: vacant
- 1917–1932: Félix Córdova Dávila
- 1932–1932: vacant
- 1932–1933: José Lorenzo Pesquera
- 1933–1939: Santiago Iglesias Pantín
- 1939–1939: vacant
- 1939–1945: Bolívar Pagán
- 1945–1946: Jesús Piñero Jiménez
- 1946–1946: vacant
- 1946–1965: Antonio Fernós-Isern
- 1965–1969: Santiago Polanco Abreu
- 1969–1973: Jorge Luis Córdova Díaz
- 1973–1977: Jaime Benítez Rexach
- 1977–1985: Baltasar Corrada del Río
- 1985–1992: Jaime Fuster Berlingeri
- 1992–1993: Antonio Colorado Laguna
- 1993–2001: Carlos Romero Barceló
- 2001–2005: Aníbal Acevedo Vilá
- 2005–2009: Luis Fortuño
- 2009–2017: Pedro Pierluisi Urrutia
- 2017-: Jennifer González Colón